# 小曽戸洋
小曽戸 洋（こそと ひろし、1950年8月16日 - ）は、日本の医史学者。医学博士。文学博士。薬剤師。鍼灸師。北里大学東洋医学総合研究所医史学研究部部長、第11代日本医史学会理事長、日本東洋医学会理事、日本薬史学会評議員。

## 略歴
1950年、山口県下関市生まれ。1974年東京薬科大学卒業。1976年東京高等鍼灸専門学校卒業後、近畿大学東洋医学研究所研究員（1976年-1979年）、鹿児島大学医学部第一生理学研究生（1977年-1981年）を経て、1982年より北里研究所東洋医学総合研究所に勤務し、東洋医学史の研究に従事、前北里研究所教授。
父の丈夫（薬剤師、薬史学者、医史学者）が戦時中、中国において矢数道明の弟の有道に漢方の指導を受けていた縁で、1975年に矢数道明の門下に入り、以後、医史学・漢方医学の世界に身を置くこととなる。
1985年、日本大学医学部（生化学）にて医学博士号取得。2009年、日本大学文理学部にて「中国医学古典と日本 書誌と伝承」で文学博士号取得。

## 受賞歴
- 平成5年（1993）：日本医史学会第5回矢数医史学賞：小曽戸洋・真柳誠『小品方・黄帝内経明堂』エンタプライズ[9]
- 平成9年（1997）：日本医史学会第9回矢数医史学賞：小曽戸洋『中国医学古典と日本―書誌と伝統』塙書房[9]
- 平成11年（1999）：第13回間中賞[10]
- 平成20年（2008）：第24回大塚敬節記念東洋医学賞（日本東洋医学会）

## 著書
- 『中国医学古典と日本：書誌と伝承』塙書房、1996年
- 『漢方の歴史：中国・日本の伝統医学』大修館書店<あじあブックス>、1999年
- 『日本漢方典籍辞典』大修館書店、1999年
- 『NHK知るを楽しむ―歴史に好奇心－漢方なるほど物語』日本放送出版協会、2007年

### 共編著・監修
- 小曽戸丈夫共編著『意釈医経解惑論:玉函書』全2巻、築地書館、1981年
- 監修、篠原孝市ほか編：『東洋医学善本叢書8:解題・研究・索引』東洋医学研究会、1981年
- 真柳誠共編『和刻漢籍医書集成』第1-16輯、エンタプライズ、1988-1992年
- 北里研究所附属東洋医学総合研究所医史文献研究室編：『小品方・黄帝内経明堂古鈔本残巻』、北里研究所東洋医学総合研究所、1992年
- 長谷部英一、町泉寿郎共著『五十二病方』東方書店<馬王堆出土文献訳注叢書>、2007年
- 武田科学振興財団杏雨書屋編集：『杏雨書屋所蔵医家肖像集』武田科学振興財団、2008年
- 『針灸の歴史 悠久の東洋医術』天野陽介共著. 大修館書店(あじあブックス  2015

## 研究助成
- 小曽戸洋(研究代表者)：国宝・上杉本『史記』扁鵲倉公伝における月舟寿桂注の医史学的研究、文部省科学研究費補助金（一般研究C）、1994～1995年度[11]
- 小曽戸洋(研究代表者)：江戸時代医学・本草学資料の整理と研究、文部科学省科学研究費補助金(特定領域研究)、2002～2003年度[11]
- 小曽戸洋(研究代表者)：江戸時代医学・本草学資料の整理と研究、文部科学省科学研究費補助金(特定領域研究)、2004～2005年度[11]
- 小曽戸洋(研究代表者)：江戸時代医学・本草学資料の整理と研究　Ⅲ、文部科学省科学研究費補助金(基盤研究C)、2012年4月1日～2015年3月31日[11]